# 小行星8940
小行星8940（英語：8940 Yakushimaru）是一颗围绕太阳公转的小行星。1997年1月29日，小林隆男在大泉天文台发现了此天体。
这颗小行星的绝对星等为223.2204765547675等。